# Quilicura
Quilicura é uma das 32 comunas que compõem a cidade de Santiago, capital do Chile.
A comuna limita-se: a norte com as comunas de Colina e Lampa, na provícia de Chacabuco; a leste com Huechuraba e Conchalí; a sul com Renca; a sudoeste com Pudahuel.